# 버진 모바일
버진 모바일(영어: Virgin Mobile)은 영국에 기반을 둔 이동통신 별정 사업자이다.
영국, 인도, 오스트레일리아, 캐나다, 남아프리카 공화국, 미국, 프랑스 등에서 사업을 벌이고 있다. 세계 각국에 있는 버진 모바일은 각 회사별로 독자적인 경영을 한다. 예를 들면 기존 기업이 리처드 브랜슨 경의 버진 그룹과 파트너십을 체결한 브랜드라고 보면 된다. 이 방법은 이동통신 사업자가 이미 구축된 이동통신망을 활용하여 버진 그룹으로부터 이름을 빌려 버진 모바일이라는 브랜드로 이동통신 서비스를 판매하는 것이다.
버진 모바일은 1999년 영국에서 시작한 세계 최초의 별정 이동통신 사업자이다. 자체 이동통신망을 소유하지 않고 다른 회사의 망을 이용하여 서비스를 제공하고 있다.